# Egle Sommacal
Egle Sommacal (Belluno, 25 novembre 1966) è un chitarrista italiano.

## Biografia
Esordisce nei primi anni ottanta con un gruppo chiamato Detriti, poi, trasferitosi a Bologna, nel 1992 entra a far parte dei Massimo Volume con i quali suona per quattro dischi fino al 2001, anno di scioglimento del gruppo. Dal 2002 al 2004 collabora con il gruppo post rock italo-francese degli Ulan Bator.
Nel 2007 ha pubblicato per la Unhip records la sua prima prova solista, dal titolo Legno. Il disco è interamente strumentale e suonato con la sola chitarra acustica. Due anni più tardi, sempre per la Unhip records, ha inciso il secondo disco, Tanto Non Arriva, orientato sul dixieland e sul blues dove, alla propria chitarra elettrica, si accompagna una sezione di fiati, tra sax, trombe e tromboni.
Nel 2008 ha partecipato alle incisioni di Pontiac, storia di una rivolta, audiolibro digitale con testi di Wu Ming 2 e illustrazioni di Giuseppe Camuncoli e Stefano Landini.
Nel novembre del 2014 esce il suo ultimo lavoro, Il cielo si sta oscurando, accompagnato da un lungo tour italiano.
Nel 2016 accompagna i Wu Ming Contingent nei loro concerti, in sostituzione di Wu Ming 5, che nel giugno dell'anno precedente ha lasciato il collettivo. Successivamente entra stabilmente nella formazione del gruppo.
Nel 2018 in qualità di chitarrista prende parte al disco celebrativo per dieci anni di attività del progetto power electronics Le Cose Bianche, dal titolo Tutti quanti sognano porno (compiuti i dieci anni) edito su CD per Old Europa Cafè.
Nel 2019, con Emidio Clementi e Vittoria Burattini realizza il settimo album in studio dei Massimo Volume, Il nuotatore. A ottobre dello stesso anno esce l’album Buona visione di Davide Matrisciano, in cui compare nel brano La vacanza che non c’è.
Nel 2022 entra nel progetto di Pierpaolo Capovilla  "Pierpaolo Capovilla e i cattivi maestri" come chitarrista nell'omonimo disco e nel successivo tour.

## Discografia

### Con i Massimo Volume
- 1993 – Stanze
- 1995 – Lungo i bordi
- 1997 – Da qui
- 1999 – Club privé
- 2000 – Almost Blue
- 2010 – Cattive abitudini
- 2013 – Aspettando i barbari
- 2019 – Il nuotatore

### Con gli Ulan Bator
- 2003 – Nouvel Air

### Da solista
- 2007 – Legno
- 2009 – Tanto non arriva
- 2014 – Il cielo si sta oscurando
- 2016 – L'atlante della polvere

### Con Pierpaolo Capovilla e i Cattivi Maestri
- 2022 – Pierpaolo Capovilla e i Cattivi Maestri (Garrincha Dischi/Sony)